# الديناميكا الرمزية
في الرياضيات، الديناميكا الرمزية symbolic dynamics هي ممارسة لنمذجة النظام الديناميكي الأملس أو التوبولوجي topological or smooth dynamical system بالفضاء المفرق discrete space المتألف من متتابعات sequences (متتاليات) غير منتهية لرموز مجردة، كل رمز تطابق حالة النظام فاذا كانت المتتابعات تطابق الوقت فأن كل رمز يمثل حالة النظام في كل دقة من دقات الساعة، مع(تقدم)الديناميكا تعطى من قبل مؤثر النقلة shift operator . شكليا ، يتم استخدام تجزئة ماركوف Markov partition ليزود الغطاء المنتهي لنظام أملس a finite cover for the smooth system ؛ كل مجموعة من الغطاء ترتبط مع رمز مفرد ، ومتتابعات الرموز الناتجة كمسار trajectory للنظام يتحرك من مجموعة غطاء لأخرى the system moves from one covering set to another.